# (466728) 2014 YS16
(466728) 2014 YS16 es un asteroide perteneciente al cinturón de asteroides, descubierto el 14 de octubre de 1998 por el equipo Spacewatch desde el Observatorio Nacional de Kitt Peak (Arizona, Estados Unidos).